# Bourne (Lincolnshire)
Bourne ist eine Marktgemeinde und ein Civil Parish im District South Kesteven in Lincolnshire, England. Sie liegt an den Osthängen des Kalksteingebirges Kesteven Uplands und am westlichen Rand der Fens, 18 km nordöstlich von Stamford, 19 km westlich von Spalding und 27 km nördlich von Peterborough.

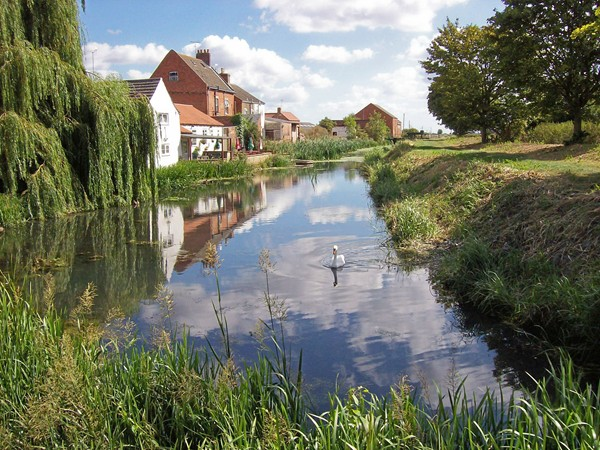
Bourne Eau

In Bourne befindet sich das Bourne Castle, ebenso wie Bourne Woods, ein altes Waldgebiet, und die Bourne Abbey.

## Persönlichkeiten
- William Cecil, 1. Baron Burghley (1521–1598), Politiker, Staatsmann